# Philippe De Schepper
Philippe De Schepper is een Vlaams scenarist, producent en showrunner.
Daarnaast is hij mede-eigenaar en zaakvoerder van het productiehuis jonnydepony.

## Carrière
Philippe De Schepper volgde een opleiding regie aan het Rits in Brussel waar hij in 1996 afstudeerde.
Hij schreef scenario’s en/of fungeerde als producer en/of showrunner op volgende reeksen:
- Vermist (film) (2007) (VIER) (scenario, productie)
- Vermist (2007-2015) (VIER) (scenario, productie en showrunner van de eerste 4 seizoenen)
- Dubbelleven (2010) (Eén)(scenario, productie, showrunner)
- Rang 1 (2011) (Eén) (scenario, hoofdschrijver)
- Eigen kweek (2013-2018) (Eén) (scenario, productie, showrunner)
- Vossenstreken (2015) (VTM) (scenario, showrunner)
- De infiltrant (2017) (VTM) (scenario, productie, showrunner)
- Black-out (2020) (VRT/Een, Streamz) (scenario, productie, showrunner)